# Ямада Такахіро
Такахіро Ямада (яп. 山田 隆裕, нар. 29 квітня 1972, Осака) — японський футболіст, що грав на позиції півзахисника.
Виступав, зокрема, за клуби «Йокогама Ф. Марінос» та «Вегалта Сендай», а також національну збірну Японії.

## Клубна кар'єра
У дорослому футболі дебютував 1990 року виступами за команду клубу «Ніссан Моторс», в якій протягом двох сезонів взяв участь лише у 9 матчах чемпіонату. 1992 року клуб змінив назву на «Йокогама Ф. Марінос», після чого Ямада відіграв за команду з Йокогами ще п'ять сезонів своєї ігрової кар'єри, вже, здебільшого, як основний півзахисник команди.
Згодом з 1998 по 2000 рік грав у складі команд клубів «Кіото Санга» та «Верді Кавасакі».
У 2000 році перейшов до клубу «Вегалта Сендай», за який відіграв 3 сезони. Граючи у складі «Вегалта Сендай», також здебільшого виходив на поле в основному складі команди. Завершив професійну кар'єру футболіста виступами за команду «Вегалта Сендай» у 2003 році.

## Виступи за збірну
У 1994 році дебютував в офіційних матчах у складі національної збірної Японії. Протягом кар'єри у національній команді, яка тривала усього 1 рік, провів у формі головної команди країни 1 матч.
У складі збірної був учасником кубка Азії з футболу 1992 року в Японії, здобувши того року титул переможця турніру.

## Титули і досягнення
- Чемпіон Японії (1):

«Йокогама Марінос»: 1995
- Володар Кубка Імператора (2):

«Йокогама Марінос»: 1991, 1992
Збірні
- Володар Кубка Азії: 1992